# Marquesado de Melgarejo
El marquesado de Melgarejo es un título nobiliario de Nápoles, después de las Dos Sicilias, concedido el 3 de mayo de 1736 por el rey Carlos VII de Nápoles, a Juan Francisco Melgarejo y Zuazo-Quiroga.

## Marqueses de Melgarejo
- Juan Francisco Melgarejo y Zuazo (Granada, 3 de julio de 1701-), I marqués de Melgarejo, hijo de Tomás Melgarejo y Moya y de su esposa Inés Francisca de Zuazo y Quiroga, nieto paterno de Luis Melgarejo y Gamboa y de su esposa Juana de Moya y Dávila. Se casó con Isabel María de Rojas y Contreras, hija de Diego de Rojas y Ortega y de su esposa María de Contreras y Contreras.[1] Le sucedió su hijo:

- Joaquín de Quiroga Melgarejo y Rojas (Vega de los Viejos, 11 de febrero de 1732-), II marqués de Melgarejo,[2] casado con Joaquina Saurín y Ruiz-Dávalos, señora de Cox, de la Condomina,[3]  de la Granja y del castillo de Larache, hija de Joaquín Saurín y Robles y de su esposa Beatriz Ruiz-Dávalos y Saurín. Le sucedió su hijo:

- Joaquín José Melgarejo y Saurín[4] (Cox, 23 de enero de 1780[5]-Madrid, 9 de abril de 1835), III marqués de Melgarejo y I duque de San Fernando de Quiroga.[5] Fue secretario de Estado desde 1818 hasta 1820.[5] Contrajo matrimonio con María Luisa de Borbón y Vallabriga, hija del infante Luis de Borbón y Farnesio.[6]